# Giannino Camperio
Giannino Camperio, all'anagrafe Giovanni Camperio (Milano, 1876 – Milano, 9 maggio 1913), è stato un dirigente sportivo, allenatore di calcio e calciatore italiano, di ruolo centrocampista.

## Biografia
Nato nel 1876, Camperio nel 1899 fu tra i soci fondatori del Milan, di cui fu dirigente fin dalla fondazione. Nel 1900 conseguì la laurea in ingegneria industriale meccanica al Regio Istituto Tecnico Superiore, il futuro Politecnico di Milano.
Morì il 9 maggio 1913 a causa della scarlattina.

## Carriera

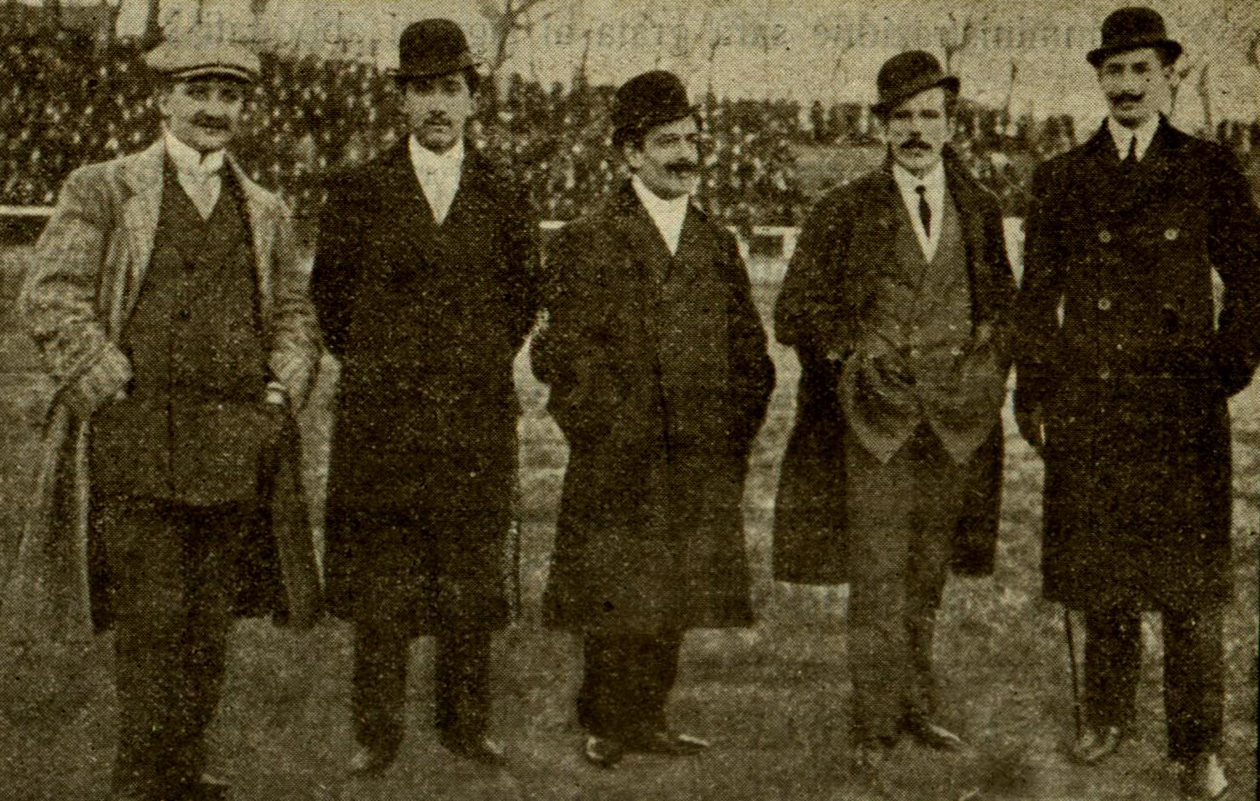
Con alcuni membri della C.T. nazionale il 6 gennaio 1911 (dopo la partita Italia-Ungheria 0-1). Da sin. Livio, Gama, Camperio, Meazza e Servetto (accompagnatore federale).

Camperio fu nella rosa dei rossoneri per due stagioni, vincendo una Medaglia del Re nel 1900, primo trofeo rossonero (suo uno dei due gol contro la Juventus). Con i rossoneri disputò, oltre alla Medaglia del Re, solo 3 partite amichevoli nel 1902 e 1903.
Nel maggio 1902, a fine campionato (che aveva visto il Milan secondo, sconfitto in finale dal Genoa) partecipò con i rossoneri al torneo calcistico all'interno di un "Concorso internazionale ginnico-pompieristico" indetto dalla Società Ginnastica Milanese Forza e Coraggio, che vedeva impegnati atleti e squadre ambosessi di varie discipline in varie sedi sportive di Milano. Dopo aver superato il L.R. Vicenza in semifinale, il suo Milan si aggiudicò la vittoria ad ex aequo con la società genovese Andrea Doria; la finale Milan-Andrea Doria terminò a reti bianche e si decise di non rigiocare una nuova partita e di spartire la vittoria, conferendo a pari merito alle due squadre la Coppa "Forza e Coraggio" e la Corona di Quercia.
Dopo aver concluso la breve carriera di calciatore, nel 1908 divenne allenatore del Milan, carica che ricoprì fino al 1911, guidando i milanesi in 33 partite ufficiali. In qualità di consigliere anziano, indisse l'assemblea che il 30 gennaio 1909 elesse Piero Pirelli come presidente del Milan.
Fu per dei disaccordi con Camperio, il quale all'epoca guidava il club supplendo alle assenze del presidente Alfred Edwards e del vice Edward Nathan Berra, che nel 1908 44 soci dissidenti del Milan diedero vita ad un'altra squadra, l'Inter.
Dal 1910 al 1911 fece parte della commissione tecnica che guidò l'Italia per sei partite amichevoli.

## Palmarès

### Calciatore

#### Club

##### Altre Competizioni
- Torneo FGNI: 3

Milan: 1902, 1904, 1906
- Medaglia del Re: 2

Milan: 1900, 1901